# Perymeniopsis
Perymeniopsis, es un género monotípico de planta herbácea erecta de la familia de las asteráceas. Su única especie, Perymeniopsis ovalifolia,	 es originaria de México.

## Taxonomía
Perymeniopsis ovalifolia fue descrita por (A.Gray) H.Rob. y publicado en Phytologia 40: 496. 1978.
Sinonimia
- Oyedaea ovalifolia A.Gray	basónimo
- Perymenium ovalifolium (A.Gray) B.L.Turner	S[3]